# Bōgu

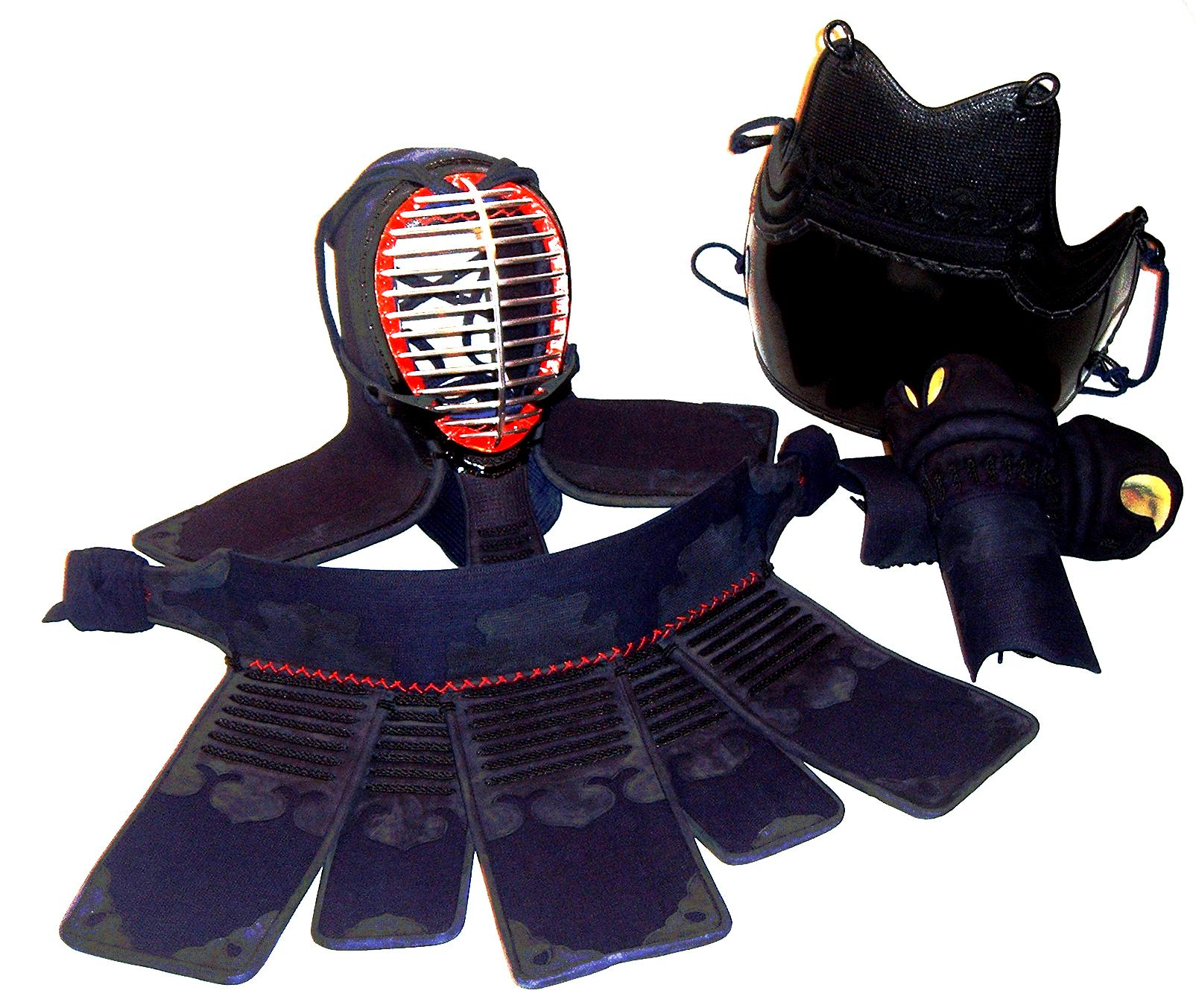
En komplett bōgu

Bōgu (kanji: 防具) är den skyddsutrustning som används i kendo och naginatado (薙刀道/長刀道).
Bōgu består av en fäktmask med skydd för huvud, hals och axlar (men), bröstharnesk (dō), höftskydd (tare) och handskar (kote). En liknande rustning används i Korea.

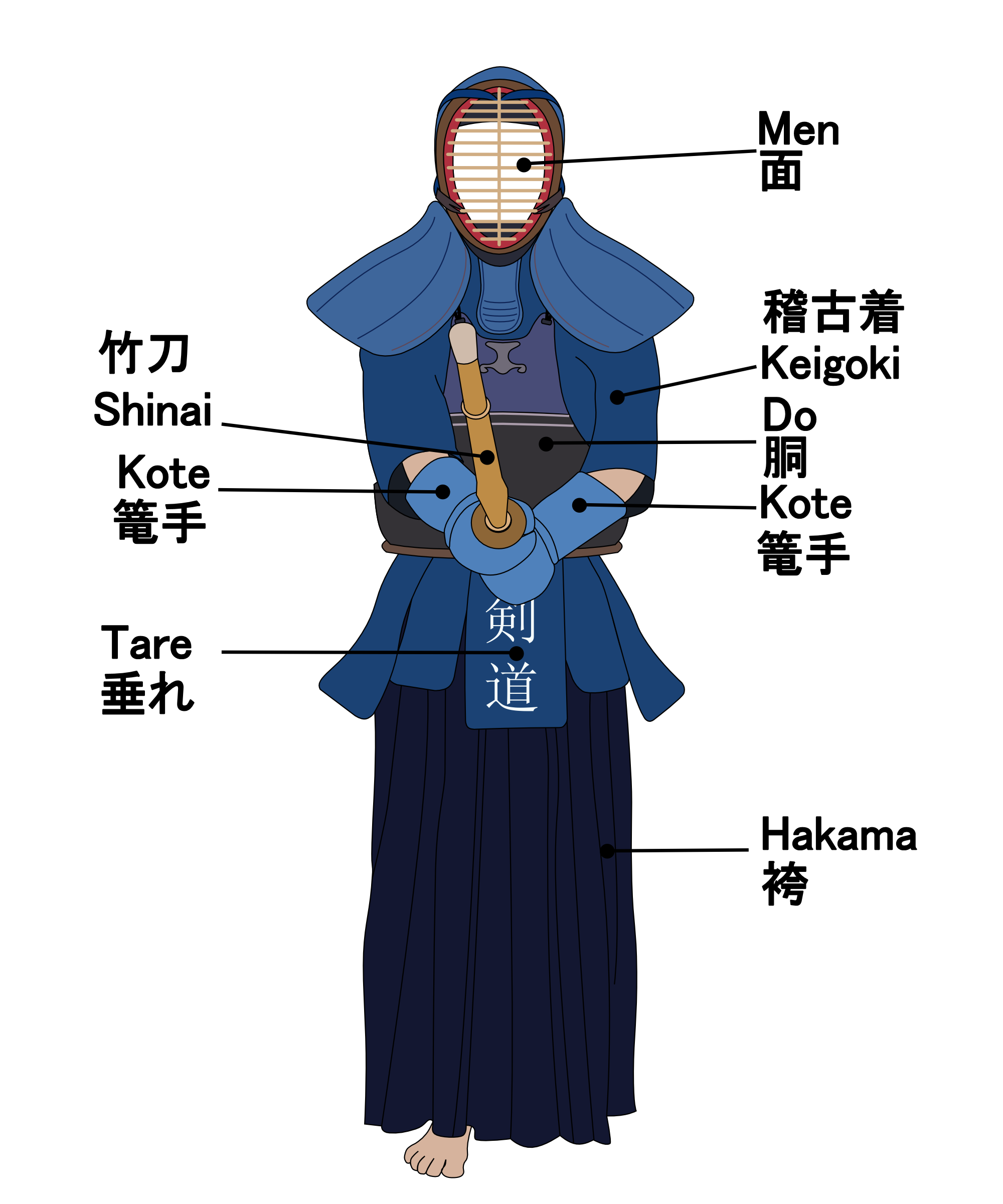
En kendoutövares fulla utrustning